# A Show of Hands
A Show of Hands is het derde live-album van Rush, uitgebracht in 1989 door Anthem Records en Mercury Records. In 1997 werd het heruitgebracht. Er staat materiaal op van de Hold Your Fire-tour en de Power Windows-tour. Het album focust vooral op het materiaal van de laatste twee studioalbums. Enkel "Witch Hunt", "Subdivisions", "Distant Early Warning", "Red Sector A" en "Closer To The Heart" zijn afkomstig van eerdere platen.

## Nummers
1. Intro – 0:53
2. The Big Money – 5:59
3. Subdivisions – 5:22
4. Marathon – 6:39
5. Turn the Page – 4:41
6. Manhattan Project – 5:18
7. Mission – 5:46
8. Distant Early Warning – 5:15
9. Mystic Rhythms – 5:32
10. Witch Hunt (Pt. III of Fear) – 4:00
11. Rhythm Method – 4:37
12. Force Ten – 4:55
13. Time Stand Still – 5:13
14. Red Sector A – 5:18
15. Closer to the Heart – 4:54

## Artiesten
- Geddy Lee - zang, bas, toetsen
- Alex Lifeson - gitaar, toetsen, achtergrondzang
- Neil Peart - drums